# Щербаковский сельсовет (Усть-Таркский район)
Щербаковский сельсовет — сельское поселение в Усть-Таркском районе Новосибирской области Российской Федерации.
Административный центр — село Щербаки.

## История
Статус и границы сельского поселения установлены Законом Новосибирской области от 2 июня 2004 года № 200-ОЗ «О статусе и границах муниципальных образований Новосибирской области»

## Население
| 2002 | 2010 | 2012 | 2013 | 2014 | 2015 | 2016 |
| ---- | ---- | ---- | ---- | ---- | ---- | ---- |
| 832  | ↘744 | ↘743 | ↘734 | ↘731 | ↘710 | ↗720 |
| 2017 | 2018 | 2019 | 2020 | 2021 |      |      |
| ↘708 | ↘694 | ↘691 | ↘674 | ↘665 |      |      |

## Состав сельского поселения
| № | Населённый пункт | Тип населённого пункта       | Население |
| - | ---------------- | ---------------------------- | --------- |
| 1 | Михайловка       | деревня                      | ↘113      |
| 2 | Щербаки          | село, административный центр | ↘631      |